# Sugar Hill (Georgia)
Sugar Hill es una ciudad ubicada en el condado de Gwinnett en el estado estadounidense de Georgia. En el año 2000 tenía una población de 11.399 habitantes.

## Geografía
Sugar Hill se encuentra ubicada en las coordenadas 34°6′8″N 84°2′39″O / 34.10222, -84.04417 (34.102123, -84.044094).
Según la Oficina del Censo, la localidad tiene un área total de 23,7 km² (9,2 mi²), de la cual 23,7 km² (9,2 mi²) es tierra y 0 km² (0 mi²) (0.00%) es agua.

## Demografía
Según la Oficina del Censo en 2000 los ingresos medios por hogar en la localidad eran de $59,489, y los ingresos medios por familia eran $63,003. Los hombres tenían unos ingresos medios de $42,141 frente a los $29,428 para las mujeres. La renta per cápita para la localidad era de $23,198. 

## Historia
Sugar Hill fue establecido en 1939 por la asamblea del estado de Georgia con el nombre "Town of Sugar Hill". La ciudad fue incorporado en el 24 de marzo de 1939. En 1975, la ciudad cambió su llamo a “The City of Sugar Hill”. Antes de ser incorporado, la ciudad era parte de una ruta desde el ferrocarril en Buford hasta el ciudad Cumming.